# براين كولفاج
بريان كولفاج (من مواليد 21 سبتمبر 1982) هو مقاتل متقاعد في سلاح الجو الأمريكي ومؤسس منظمة نحن نبني الجدار، التي تهدف الي بناء أقسام في الجدار الفاصل بين الولايات المتحدة والمكسيك، ونجح بريان في جمع أكثر من 25 مليون دولار من خلال منصة التمويل التشاركي GoFundMe.
في 20 أغسطس 2020، تم توجيه الاتهام إلى كولفاج، إلى جانب ستيف بانون واثنين من المتهمين الآخرين، «لدورهم في الاحتيال على مئات الآلاف من المتبرعين فيما يتعلق بحملة تمويل» نحن نبني الجدار «والتي جمعت المزيد من 25 مليون دولار». تم القبض على كولفاج لاحقًا في فلوريدا. بينما أكد متبرعون أن كولفاج لا يحصل على أجر، لتهم كولفاج باستخدام 350 ألف دولار لتمويل أسلوب حياته الفخم 